# 裸體婚禮
裸體婚禮是指新人及（或）來賓裸體的婚禮，參與者可能是因為天然主義的生活型態，也可能是因為想要一場不一様的婚禮。裸體婚禮可能是新人裸體，來賓可以選擇穿衣服或是裸體，也有可能是新人和來賓全部裸體。在美國有270個俱樂部是裸體俱樂部或是可選擇是否要穿衣服，而其中有些可以作為婚禮的場地。裸體婚禮可以包括傳統的鮮花、面紗、配件，音樂和食物。其法律要求和其他婚禮一様。

## 裸體婚禮的成長
第一個公開的裸體婚禮是在芝加哥萬國博覽會裡的"the Garden of Eden"（伊甸園）。
根據美國裸體休閒協會的資料，裸體休閒活動及裸體婚禮的數量都有成長。2008年時，美國裸體休閒協會估計裸體休閒活動產值有4.4億美元，在1992年時只有1.2億美元。

## 世界上最大型的裸體婚禮
最大型的裸體婚禮是2003年情人節時，在牙买加舉行的婚禮，有29對新人同時結婚。婚禮是在牙買加|拉納韋貝的Hedonism III度假區。新人包括俄羅斯人、加拿大人、美國原住民的克羅族。婚禮的證婚是由佛羅里達洲Universal Life Church的Frank Cervasio牧師證婚。
參加者最少要待四天，而且要在2月12日（婚禮前二天）到達。

## 流行文化
在科幻電視劇《星艦迷航記》中的貝塔索人可以看到別人的思想及情感。對他們來說，婚姻是慶祝「愛」的行為，因此他們婚禮上的參與者都是不穿衣服的。
在1968年的電影《Girls Come Too》（後來改名為《How I Became a Nudist》）中，Maria Stinge和她真實世界上的先生Harry Stinger飾演一對在邁阿密天體營中舉行裸體婚禮的夫妻。